# Mungo (Fluss)
Der Mungo ist ein Fluss im zentralafrikanischen Kamerun.

## Beschreibung
Der Fluss entspringt in den Rumpibergen. Von dort fließt er zunächst Richtung Osten und dann nach Süden bis zur Kamerun-Mündung. Der Mungo hat ein Wassereinzugsgebiet von ca. 4200 Quadratkilometern. Sein nördliches Einzugsgebiet umfasst die Bakossi-Berge und der Mount Kupe. Zahlreiche Kraterseen wie der  Barombi Mbo, mit ihren teilweise endemischen Fischbeständen, führen dem Mungo über kleinere Nebenflüsse Wasser zu.
Das Westufer des Flusses gehört zum Siedlungsgebiet des Volkes der Oroko, das nördliche Wassereinzugsgebiet zum Siedlungsgebiet der Bakossi.

## Hydrometrie
Die Durchflussmenge des Flusses wurde in Mundame, etwa 80 km vor der Mündung, in m³/s gemessen.

## Weiteres
Der Fluss wird im Text der kamerunischen Nationalhymne erwähnt.